# Pahuayo
Pahuayo es una localidad de México localizada en el municipio de Tlanchinol en el estado de Hidalgo.

## Geografía
Se encuentra en la región geográfica de la Huasteca hidalguense. Le corresponden las coordenadas geográficas 21° 10’ 24.252” de latitud norte y 98° 42’ 23.661” de longitud oeste, con una altitud de 356 m s. n. m. Cuenta con un clima semicálido húmedo con lluvias todo el año.
En cuanto a fisiografía se encuentra en la provincia de la Sierra Madre Oriental, dentro de la subprovincia de Carso Huasteco; su terreno es de sierra. En lo que respecta a la hidrografía se encuentra posicionado en la región del Pánuco, dentro de la cuenca del río Moctezuma, y en la subcuenca del río Amajac.

## Demografía
En 2020 registró una población de 490 personas, lo que corresponde al 1.30 % de la población municipal. De los cuales 234 son hombres y 256 son mujeres.
| Gráfica de evolución demográfica de Pahuayo entre 1960 y 2020                                |
|                                                                                              |
| Población de los censos y conteos del Instituto Nacional de Estadística y Geografía (INEGI). |